# 洪博里

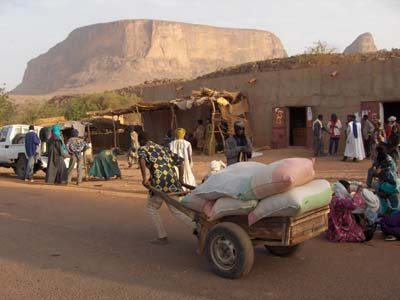
洪博里

洪博里（法語：Hombori），是馬里的城鎮，位於該國中部，由莫普提區的杜安扎省負責管轄，面積2,923平方公里，海拔高度389米，2009年人口23,099，人口密度每平方公里7.9人。